# Legatura di Stannius
La legatura di Stannius è una procedura sperimentale importante per capire come venga condotto il potenziale d'azione nelle cellule del miocardio di una rana. In particolare, è una legatura che può essere posizionata intorno alla giunzione tra il seno venoso e l'atrio del cuore di rana o tartaruga (prima legatura di Stannius) oppure attorno alla giunzione atrio-ventricolare (seconda legatura di Stannius); la procedura dimostra come l'impulso cardiaco venga condotto dal seno venoso agli atri e ai ventricoli, ma anche come le camere successive (atri e ventricoli) riescano autonomamente a rinnovare il battito, seppur con frequenze minori. L'atrio avrà una frequenza di scarica inferiore a quella del seno venoso e il ventricolo a sua volta avrà una frequenza ancora più bassa o assente.

## Storia
Nel 1852 Herman Friedrich Stannius lo sperimentò sul cuore apponendo una legatura tra il seno venoso e l'atrio nel cuore di rana e un'altra attorno al solco coronario. Stannius fu così in grado di dimostrare l'autonomia del tessuto muscolare degli atri e dei ventricoli di generare un ritmo indipendente e spontaneo. Le sue osservazioni indicavano inoltre che il seno è il pacemaker primario del battito cardiaco.